# 169 (szám)
A 169 (római számmal: CLXIX) egy természetes szám, négyzetszám és félprím, a 13 négyzete.

## A szám a matematikában
A tízes számrendszerbeli 169-es a kettes számrendszerben 10101001 (169 = 1 · 27 + 1 · 25 + 1 · 23 + 1 · 20), a nyolcas számrendszerben 251 (169 = 2 · 82 + 5 · 81 + 1 · 80), a tizenhatos számrendszerben A9 (169 = 10 · 161 + 9 · 160) alakban írható fel.
A 169 páratlan szám, összetett szám, azon belül négyzetszám és félprím, kanonikus alakban a 132 hatvánnyal, normálalakban az 1,69 · 102 szorzattal írható fel. Három osztója van a természetes számok halmazán, ezek növekvő sorrendben: 1, 13 és 169.
A 169 középpontos hatszögszám, páratlan négyzetszámként középpontos nyolcszögszám. A 169 egy páratlan indexű Pell-szám, így Markov-szám is. Felírható hét egymást követő prímszám összegeként: 13 + 17 + 19 + 23 + 29 + 31 + 37 = 169
A 169 az első szám, ami minden nála kisebb számnál több, 15 különböző szám valódiosztó-összegeként áll elő, ezért erősen érinthető szám. (A238895 sorozat az OEIS-ben)
A 169 négyzete 28 561, köbe 4 826 809, négyzetgyöke 13, köbgyöke 5,52877, reciproka 0,0059172. A 169 egység sugarú kör kerülete 1061,85832 egység, területe 89 727,02778 területegység; a 169 egység sugarú gömb térfogata 20 218 490,3 térfogategység.
A 169 helyen az Euler-függvény helyettesítési értéke 156, a Möbius-függvényé 0, a Mertens-függvényé −1.